# Tên tập tin
Tên tập tin hay tên tệp hay tên file (tiếng Anh: filename hoặc file name) là tên dùng để xác định duy nhất một tập tin máy tính được lưu trữ trong hệ thống tập tin. Các hệ thống tập tin khác nhau áp đặt các hạn chế khác nhau về độ dài tên tập tin và các ký tự cho phép trong tên tập tin.
Có sự tranh cãi về tên tập tin do thiếu chuẩn hóa của thuật ngữ.
- Nhiều trường hợp coi "tên tập tin" là tên toàn bộ có chứa đường dẫn path, ví dụ Windows C:\directory\myfile.txt.
- Phần lớn trường hợp "tên tập tin" được sử dụng với nghĩa là toàn bộ tên không chứa đường dẫn path, chẳng hạn như tên myfile.txt.
- Trong ngữ cảnh nhất định nó tham chiếu đến thành phần không chứa đường dẫn path và không chứa phần mở rộng, trong ví dụ nêu ra thì "tên tập tin" là myfile.

Sự mơ hồ như vậy là phổ biến rộng rãi và ở đây không cố gắng định nghĩa bất kỳ một ý nghĩa nào, và thực sự có thể đang sử dụng bất kỳ ý nghĩa nào. Một số hệ thống sử dụng danh pháp chuẩn của riêng mình như "tên đường dẫn", nhưng những hệ thống này cũng không phải là được chuẩn hóa trên toàn hệ thống.

## Các thành phần tên tập tin
Tên tập tin có thể bao gồm một hoặc nhiều thành phần sau:
- host (hoặc node hoặc server) – thiết bị mạng có chứa tập tin
- device (hoặc drive) – điều khiển thiết bị hoặc điều khiển phần cứng
- directory (hoặc path) – cây thư mục (ví dụ /usr/bin, \TEMP, [USR.LIB.SRC], etc.)
- file – tên cơ bản của tập tin
- type (định dạng hoặc phần mở rộng) – chỉ thị loại nội dung của tập tin (ví dụ .txt, .exe, .COM,...)
- version – phiên bản hoặc số thế hệ của tập tin

Các thành phần cần thiết để xác định một tập tin là khác nhau theo các hệ điều hành cũng như cú pháp và định dạng cho một tên tệp hợp lệ.

## Độ dài tên tập tin
Tên tập tin có độ dài tối đa là 255 kí tự (kể cả dấu cách, không kể phần mở rộng và không kể đường dẫn).